# La guardia al Reno
La guardia al Reno (Watch on the Rhine) è un'opera teatrale di Lillian Hellman, portata al debutto a Broadway nel 1941.
Hellman scrisse l'opera (che prende il titolo all'omonimo canto patriottico tedesco) nel 1940 in risposta all'Anschluss. Da sempre impegnata politicamente, l'autrice si distanziò dall'opinione dei socialisti statunitensi e usò il dramma per sollecitare l'intervento americano in Europa e la formazione di un fronte comune contro il nazifascismo.

## Trama
Kurt Mueller, un ingegnere tedesco e fervente antifascista con una lunga storia di militanza in Spagna e Germania, è sposato da vent'anni con l'americana Sara Farrelly, con cui ha avuto i figli Joshua, Babette e Bodo. Nella primavera del 1940 la famiglia Mueller lascia l'Europa per andare a visitare la famiglia della madre a Washington, dove vivono David e Fanny Farrelly, rispettivamente fratello e madre di Sara. Nella capitale statunitense i Farrelly ospitano anche Teck de Brancovis, un aristocratico rumeno caduto in disgrazia e che cerca il sostegno della comunità tedesca a Washington. Teck fruga tra i bagagli dei Mueller e trova una pistola e 23 mila dollari in contanti destinati a finanziare attività anti-naziste in Germania. 
Sara spera che la famiglia possa vivere tranquillamente negli Stati Uniti, ma la notizia dell'arresto di Max Freidank, esponente di spicco della resistenza in Germania, sconvolge i loro piani. Freidank infatti aveva salvato Kurt dalla gestapo e, per sdebitarsi, l'uomo decide di tornare in patria per offrire assistenza legale a Max e alle persone arrestate insieme a lui. Teck intanto lo minaccia, chiedendogli diecimila dollari in cambio del suo silenzio; altrimenti lo denuncerà ai nazisti. Kurt uccide Teck e David e Fanny lo aiutano a sfuggire all'arresto. Kurt si prepara a tornare in Germania e saluta la famiglia con la speranza di riunirsi a loro in una Germania libera dal nazismo.

## Debutto internazionale
La pièce ebbe la sua prima al Martin Beck Theatre di Broadway il 1º aprile 1941. Herman Shumlin curava la regia, Paul Bowles aveva composto la colonna sonora e Jo Mielziner aveva disegnato i costumi e le scenografie. Il cast della prima era composto da: Paul Lukas (Kurt Mueller), George Coulouris (Teck de Brancovis), Mady Christians (Sara Mueller), Lucile Watson (Fanny Farrelly), John Lodge (David Farrelly), Ann Blyth (Babette Mueller), Eda Heinemann (Anise), Frank Wilson (Joseph), Helen Trenholme (Marthe de Brancovis), Peter Fernandez (Joshua Mueller) ed Eric Roberts (Bodo Mueller). Il dramma fu accolto positivamente dalla critica, vinse il New York Drama Critics' Circle per la migliore opera teatrale e rimase in cartellone per 378 rappresentazioni. Il 25 gennaio 1942 la compagnia si recò a Washington con l'autrice per portare in scena l'opera al National Theatre in una speciale replica in onore del compleanno di Franklin Delano Roosevelt.
Emlyn Williams diresse la prima londinese dell'opera, che rimase in cartellone all'Aldwych Theatre per 674 rappresentazioni fino al 4 dicembre 1943. Anton Walbrook interpretava Kurt, Diana Wynyard recitava nel ruolo di Sara ed Athene Seyler vestiva i panni di Fanny Farrelly.
Il clima politico rese l'opera irrappresentabili in Italia per l'intera durata della Seconda guerra mondiale e il copione fu pubblicato per la prima volta nel 1946 con il titolo "La guardia al Reno" nella traduzione di Evelina Levi.

## Adattamento cinematografico
Nel 1943 Herman Shumlin diresse un adattamento cinematografico del dramma, intitolato Quando il giorno verrà e sceneggiato da Dashiell Hammett, compagno dell'autrice. Paul Lukas tornò ad interpretare il ruolo del protagonista, che aveva già ricoperto anche a Broadway, mentre Bette Davis recitò nella parte di Sara. Lukas vinse l'Oscar al miglior attore e la pellicola ricevette altre tre candidature, tra cui miglior film e migliore sceneggiatura non originale.